# 7 janvier 2019

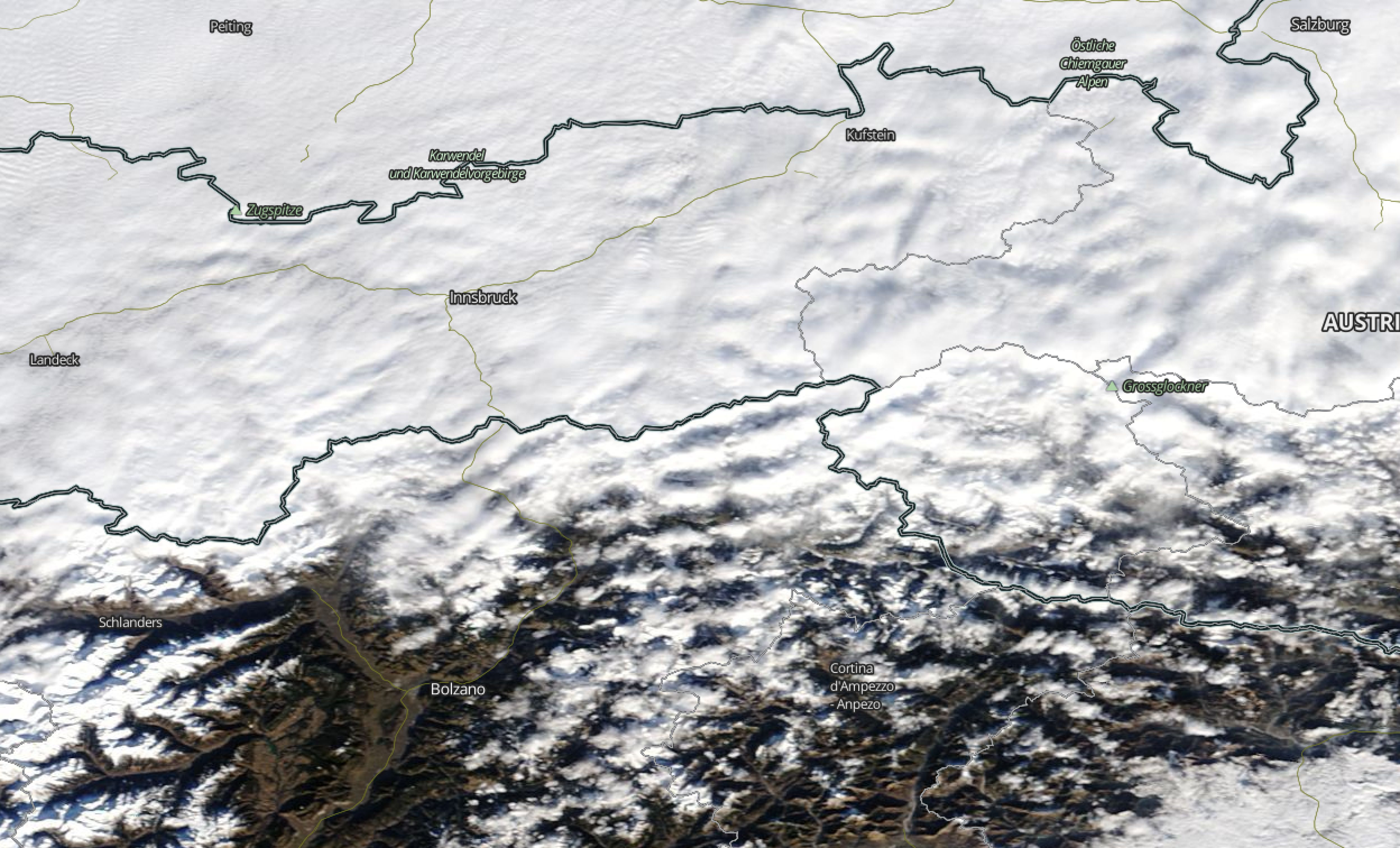
Image de Terra MODIS le 7 janvier 2019

Le mardi 7 janvier 2019 est le 7e jour de l'année 2019.

## Décès
Par ordre alphabétique.
- Moshe Arens, homme politique israélien.
- Guy Charmot, médecin militaire français.
- John Joubert, compositeur britannique d'origine sud-africaine.

## Événements
- le président de la Banque mondiale Jim Yong Kim démissionne pour rejoindre une société d'investissements privée ;
- tentative ratée de coup d'État au Gabon.